# Theo Maassen
Theodorus Wilhelmus (Theo) Maassen (Oegstgeest, 8 december 1966) is een Nederlands cabaretier,  acteur, presentator en regisseur. Kenmerkend voor zijn conferences zijn de harde humor, hoge grapdichtheid en maatschappijkritiek, met als terugkerende thema's: hypocrisie, commercialisering en conformisme.
Maassen is actief sinds 1990, het jaar waarin hij het eerste lid werd van Comedytrain en het prestigieuze cabaretfestival Cameretten won. Zijn eerste avondvullende show Bepaalde dingen ging in 1994 in première. Sindsdien heeft hij met tien verschillende cabaretprogramma's op de planken gestaan. Voor zijn show Tegen beter weten in (2006–2007) ontving hij de Prijs van de Kritiek, de Prins Bernhard Cultuurfonds Theaterprijs en de Poelifinario. Laatstgenoemde prijs won hij nogmaals in 2017 met Vankwaadtoterger. Zijn programma Zonder pardon (2008–2009) is de eerste cabaretvoorstelling die vertoond werd in de Nederlandse bioscopen. In 2013 verzorgde hij de oudejaarsconference voor de VARA.
Maassen, die in zijn woonplaats Eindhoven de Academie voor Drama volgde, acteert sinds 2000 in films en televisieseries. Hij had een hoofdrol in de films Minoes (2001), TBS (2008), Het Geheim (2010) en Doodslag (2012), en de (mini)series Mevrouw de Minister (2002), Waltz (2006), Bellicher; de Macht van meneer Miller (2010) en Geen probleem! (2011). Van 2014 tot en met 2016 was hij de gastheer van het VPRO-interviewprogramma 24 uur met....

## Levensloop

### Jeugd
Theo Maassen werd op 8 december 1966 geboren in Oegstgeest. Na onder meer een jaar in Duitsland te hebben gewoond, vestigde zijn familie zich in Zijtaart, waar Maassen opgroeide in een gezin met een oudere zus en een jongere broer. De Maassens golden als buitenbeentjes in het Brabantse dorp omdat ze niet katholiek waren en van 'boven de rivieren' kwamen. Vader Theo Maassen senior werkte als inkoper bij de Mars-fabriek in Veghel en  moeder Judith (tevens de naam van zijn zus) was autoverkoopster en amateur-actrice. Thuis was er, op een enkele plaat van Wim Sonneveld na, geen aandacht voor cabaret. Maassen kwam er echter achter dat hij graag clown of dirigent wilde worden. Zijn inspiratiebronnen in die tijd waren André van Duin, Neerlands Hoop in Bange Dagen en Van Kooten en De Bie. Na de basisschool ging hij naar de havo op het Zwijsen College in Veghel, waar hij onder andere bij dressuurrijdster Anky van Grunsven in de klas zat. In 1985 overleed zijn broer Ruud op zestienjarige leeftijd aan de gevolgen van leukemie. Zus Judith werd in 2004 zijn impresario en debuteerde in 2019 als auteur met de roman Het nabestaan van Anna Portier.

### Academie voor Drama (1987–1991)
Na een jaar het vwo geprobeerd te hebben schreef Maassen zich, zonder feitelijke ervaring op het toneel, in voor de Toneelschool Maastricht, maar werd afgewezen. In 1987 schreef hij zich in voor de Academie voor Drama in Eindhoven, waar hij direct werd toegelaten.
Maassen moest in het begin erg wennen aan de manier van werken op de opleiding, maar vond al snel zijn draai. De bewegings- en zanglessen gingen hem niet goed af, improviseren wel. Op de Academie voor Drama zat Maassen in de klas bij Monic Hendrickx en kwam hij in contact met Hans Teeuwen, die een klas lager zat en met wie hij een goede band opbouwde.
Docent Martijn Bouwman, zijn huidige toneelregisseur, besloot zich te ontfermen over Maassen en raadde hem aan zelf teksten te gaan schrijven. Maassen schreef een eigen cabaretprogramma en won in 1990 zowel het Groninger Studenten Cabaret Festival als Cameretten in Rotterdam. Hetzelfde jaar reageerde hij op een advertentie van Raoul Heertje, die op zoek was naar 'aanstormend en miskend talent' voor zijn Comedy Train en begon op te treden in comedycafé Toomler in Amsterdam. In 1991 studeerde hij af.

### Bepaalde dingenenNeuk het systeem(1993–1996)
Na zijn afstuderen bleef Maassen optreden in Toomler en schreef ondertussen aan zijn eerste theaterprogramma. In 1993 was hij voor het eerst te zien op televisie toen hij bij Barend & Van Dorp, ten overstaan van Berry van Aerle, een sketch hield over de oud-PSV'er. Op 28 januari 1994 ging in Leiden zijn eerste programma Bepaalde dingen in première. Het programma handelde over zijn woonplaats Eindhoven en verhalen uit zijn jeugd. Het programma kreeg lovende kritieken en werd in 1995 op televisie uitgezonden door de VARA.
Ondanks de lovende kritieken was Maassen zelf niet geheel tevreden over het programma, dat hij als 'te braaf' bestempelde. Zijn tweede programma Neuk het systeem, dat in première ging in 1996, was dan ook een stuk harder van toon. Maassen toonde zich geëngageerd met de wereld om zich heen en verzuchtte in het programma: "Waarom doen we eigenlijk niet datgene wat het fijnste is?", wat het terugkerende thema van de voorstelling was. Maassen was ondertussen ook regelmatig te horen in de sketches van De Mannen van de Radio van Hans Teeuwen en Pieter Bouwman.

### Ruwe piten eerste filmrollen (1997–2001)
In zijn derde voorstelling Ruwe pit, die in 1997 in première ging, richtte hij zijn pijlen op de vercommercialisering van de maatschappij, met als terugkerende punchline: "Er is blijkbaar behoefte aan en wie zijn wij dan om daar niet aan te voldoen?". Voor de voorstelling maakte Bart Geevers, bassist van Peter Pan Speedrock, de affiches en merchandise. Het schrijven van de show verliep moeizaam. Maassen brak enkele try-outs voortijdig af, onder meer doordat mensen in de zaal mobiel belden.
In 1999 toonde hij zijn geslachtsdeel aan een reclamekaravaan in Eindhoven, om vervolgens de stekkers uit de geluidsinstallatie van de wagen te trekken. In 2000 betastte hij op het podium een vrouw die te laat de zaal binnenkwam tijdens een scène over vingeren. Hij werd hiervoor veroordeeld tot een boete van duizend gulden, met 1500 gulden voorwaardelijke straf. Hetzelfde jaar zat hij, samen met Hans Teeuwen, drie dagen vast op de Faeröereilanden, waar hij werd opgepakt na een actie tegen de traditionele walvisjacht, onder leiding van de radicale milieu-activist Paul Watson van Sea Shepherd.
Maassen besloot hierna het theater tijdelijk vaarwel te zeggen om zich te gaan richten op een acteercarrière. In 2000 speelde hij bijrollen in de series All Stars (als PSV-suppoost) en Wet & Waan. Hierna speelde hij, als losgeslagen zwerver, een van de hoofdrollen in de film AmnesiA van Martin Koolhoven met Fedja van Huêt en Carice van Houten.
Maassen verbaasde vervolgens vriend en vijand toen hij op 16 maart 2001 in een uitzending van Studio Sport de door PSV gewonnen UEFA Cup-trofee van 1978 in zijn bezit bleek te hebben. Hij overhandigde de beker, die hij ontvreemdde tijdens de opnames van All Stars, aan medegast Stan Valckx. PSV kon de grap niet waarderen en deed aangifte, wat Maassen op een taakstraf kwam te staan.
In 2001 speelde hij de onhandige Tibbe in Minoes, de verfilming van het boek van Annie M.G. Schmidt. Maassen speelde in deze film wederom een van de hoofdrollen, naast Carice van Houten. Hierna speelde hij nog een bijrol in de serie Mevrouw de Minister. Maassen gaf in interviews aan het heerlijk te vinden om teksten van anderen te kunnen spelen en hierdoor helemaal tot rust te komen.

### Functioneel naakt(2002–2003)
In 2002 keerde Maassen terug naar het theater voor zijn voorstelling Functioneel naakt, waarin hij een meer beschouwende rol aanneemt. Terugkerende thematiek in de show was het kuddegedrag van mensen en de oneerlijke verdeling van de rijkdom en welvaart in de wereld. Toen de show in december 2003 werd uitgezonden op televisie keken er meer dan een miljoen mensen naar.
In dezelfde maand zond de VPRO de documentaire De onterechte kampioen uit, een portret dat Maassen maakte over de Eindhovense straatartiest Heintje Bondo en zijn deelname aan een wedstrijd voor levend standbeelden in Oostende.
In 2003 speelde hij een kleine rol als doorgedraaide oorlogsveteraan in de film Interview van Theo van Gogh. Hierna ging hij spelen in het derde seizoen van de NPS-televisieserie Dunya & Desie, waarin hij de rol van ex-crimineel Jeff Schouten neerzette.

### 'Doodsbedreiging',De Vergrijzingen meer filmrollen (2004–2006)
Toen enkele jonge Marokkaanse rappers van DHC in 2004 opgepakt werden omdat een van hun raps in de ogen van justitie als serieuze bedreiging gezien kon worden richting toenmalig VVD-politica Ayaan Hirsi Ali, trok Maassen zich hun lot aan. Hij gaf een interview aan NOVA, waarin hij een pleidooi hield over doodsbedreigingen als vorm van vrijheid van meningsuiting en aangaf dat je deze jongens 'beter een workshop rap kon geven in plaats van gevangenisstraf'.
Maassen maakte als reactie op de aanhouding de single 'Doodsbedreiging', waarin hij diverse bekende Nederlanders, waaronder Ayaan Hirsi Ali, Dick Advocaat, Jack Spijkerman en Paul van Vliet, met de dood bedreigde om te kijken of ook hij opgepakt zou worden. Dit was niet het geval. De single kwam wel in de Top 40 en de Mega Top 50 terecht.
Hetzelfde jaar stond Maassen aan de zijde van Freek de Jonge in diens televisiefeuilleton De vergrijzing. In het toneelstuk speelde hij de zoon van een oude acteur, die voor zijn dood nog eenmaal een goede sterfscène wil spelen.
Hierna besloot Maassen zich weer te storten op acteren om zo rustig te kunnen werken aan een nieuw theaterprogramma. Hij speelde bijrollen in de films Amazones, Nachtrit en Zwartboek en de televisieserie van 't Schaep met de 5 pooten. Een grotere rol had hij in de serie Waltz, waar hij de rol speelde van de homoseksuele zoon Bruno Waltz.

### Tegen beter weten inen 'Lauwe pis' (2006–2007)
In 2006 ging zijn vijfde theaterprogramma in première onder de titel Tegen beter weten in. Het bleek een zwaar programma waarbij Maassen thema's als de dood, eenzaamheid en religie niet schuwde. De grappen waren hard en direct, waarbij hij nadrukkelijk de grenzen van het toelaatbare opzocht. Het programma sloeg in als een bom en deed Maassen qua populariteit stijgen boven reeds gevestigde cabaretiers als Youp van 't Hek en Freek de Jonge.
Op 2 oktober 2006 kreeg Maassen voor het programma de Prijs van de Kritiek van de Kring van Nederlandse Theatercritici, die hem 'de enige solist die met diepgang en humor een avond kan boeien en het publiek aan het denken kan zetten' noemde. Op 6 november dat jaar nam Maassen zijn tweede prijs voor het programma, de theaterprijs van het Prins Bernhard Cultuurfonds, in ontvangst. Hij kreeg de prijs, een geldbedrag van vijftigduizend euro, voor zijn 'gedurfde combinatie van theatermonoloog en cabaret'. Op 19 november datzelfde jaar kreeg hij ook nog eens de Poelifinario toegekend door de VSCD voor het meest indrukwekkende programma van het seizoen.
Op 30 december 2006 werd de show op primetime uitgezonden door de VARA, enkele dagen later verscheen de show op dvd. Een a capella gezongen nummer uit de show, 'Lauwe pis', werd in januari 2007 uitgewerkt tot een heuse carnavalskraker, die op single verscheen onder de naam 'Theo Maassen en de Kapotte Kontjes'. De single bleek een succes en bereikte in februari dat jaar de eerste plaats in de Top 40 en de Mega Top 50.
Op 30 april 2007 was Maassen te gast in Studio Voetbal van de NOS. Hierin bekende hij dat hij wederom een PSV-relikwie (een plaquette van deelname aan de Europese Supercup van 1988) ontvreemd had uit het Philips Stadion, ditmaal in samenwerking met Hans Teeuwen. In de uitzending overhandigde hij de plaquette aan oud-PSV-keeper Hans van Breukelen.

### TBS, Melkweg-incident enZonder pardon(2008–2009)
Na de toer van Tegen beter weten in stortte Maassen zich weer op zijn acteercarrière. Op 24 januari 2008 ging de film TBS van Pieter Kuijpers in première. In de film speelde Maassen de voor moord veroordeelde tbs'er Johan van der S., die op zoek gaat naar zijn moeder om zijn onschuld te kunnen bewijzen. Tijdens zijn ontsnappingstocht gijzelt hij een meisje, gespeeld door Lisa Smit, waar hij een speciale band mee opbouwt. Maassen werd voor zijn rol genomineerd voor een Gouden Kalf in de categorie Beste Acteur. De film werd onderscheiden met de Gouden Film na het ontvangen van de honderdduizendste bezoeker. Op 31 mei 2008 werd TBS als Telefilm uitgezonden door BNN.
Op 17 april 2008 ging de speelfilm Dunya en Desie in Marokko in première. Hierin speelt Maassen wederom Desi's stiefvader Jeff Schouten.
Op 31 mei 2008 werd Maassen door de politie aangehouden, nadat hij tijdens een optreden in de Melkweg in Amsterdam op het podium de fotocamera van journaliste Ilvy Njiokiktjien van dagblad Sp!ts kapot had gegooid, nadat zij foto's maakte van de voorstelling. Maassen had de organisatie vooraf laten weten dat er tijdens zijn optreden geen foto's gemaakt mochten worden. De organisatie had echter, buiten zijn weten om, toch toestemming verleend aan de fotojournaliste.
Nadat Maassen en de organisatie hun excuses hadden aangeboden voor het incident en hadden toegezegd de camera, met een waarde van 15.000 euro, te vergoeden trok Njiokiktjien haar aanklacht in.
Toen een cameraman van Campus TV op 2 juni Maassen bij zijn huis filmde, naar aanleiding van het incident in de Melkweg, zou, volgens Campus TV, Maassen de band uit de camera gehaald hebben en geweigerd hebben deze terug te geven. Dezelfde maand werd Maassen vader van een dochter genaamd Ruby.
In het seizoen 2008-2009 speelde Maassen zijn zesde theaterprogramma Zonder pardon, dat op 9 september 2008 in première ging in poppodium Effenaar in Eindhoven. Maassen omschreef het programma zelf als een tragikomische monoloog, waarin hij niet op zoek gaat naar antwoorden, maar naar betere vragen.
Eind november 2008 nam Maassen het initiatief tot de actie 'Cabaretiers voor Congo'. Op 29 november speelde hij, samen met onder anderen Jan Jaap van der Wal en Freek de Jonge een benefietvoorstelling in het Eindhovense Parktheater, waarvan de opbrengst naar een kinderproject in Congo ging.
Zonder pardon beleefde op 12 november 2009 als film haar première in de bioscoop. In de trailer van de film waren onder andere Marc-Marie Huijbregts, Viggo Waas, Peter Blok en Jeroen van Koningsbrugge te zien die 'auditie' deden voor de rol van Theo Maassen in de film. Op 2 januari 2010 trok Zonder pardon op Nederland 1 1.485.000 tv-kijkers.
Op woensdag 9 december 2009 kwam Maassen tijdens een televisie-interview in botsing met mediapersoonlijkheid Patricia Paay, toen hij tafelheer was bij het VARA-programma De Wereld Draait Door. Paay was te gast in verband met haar naaktreportage in Playboy Magazine. Maassen maakte de zestigjarige Paay onder meer uit voor 'aandachtsjunk' en bekritiseerde de naaktfoto's en de houding van Paay in de media. Toen hem gevraagd werd naar een reactie op de foto's bestempelde hij deze als meer geschikt voor een necrofiele vriend van hem. Ondanks de reactie van het publiek en de uitdrukkelijke vraag van presentator Matthijs van Nieuwkerk om excuses, weigerde Maassen deze aan te bieden.

### Het Geheim,Met alle respectenDoodslag(2010–2012)
In 2010 was Maassen te zien in de familiefilm Het Geheim van Joram Lürsen, waarin hij een klungelige goochelaar speelt. Ook speelt hij een rol in De Bende van Oss, dat op 21 september 2011 het Nederlands Film Festival opende en genomineerd werd voor zes Gouden Kalveren. Eveneens in september 2011 is de tragikomische miniserie Geen probleem! uitgezonden door de VPRO. Schrijvers en tevens hoofdrolspelers van de serie zijn Maassen, Wim Helsen en Stefaan Van Brabandt.

In het theaterseizoen 2011-2012 speelde Maassen zijn zevende cabaretvoorstelling Met alle respect. Recensenten van zowel Trouw, de Volkskrant, Het Parool, AD als NRC Handelsblad beoordeelden het programma met vijf (van de vijf) sterren. De show werd op 29 december 2012 door de VARA uitgezonden op televisie en trok 1.183.000 kijkers. Twee specifieke opmerkingen uit de show kwamen hem op kritiek te staan in de media. 
Als een hond vals is, dan krijgt-ie een spuitje. Als een politicus vals is, dan krijgt-ie persoonsbeveiliging. Ik ben voor de vrijheid van meningsuiting. Maar ik ben tegen persoonsbeveiliging: misschien dat mensen dan net even iets langer nadenken voordat ze iets gaan zeggen.
PVV! In Volendam! Dat hele dorp is 100 procent blank. De enige variatie die ze daar hebben in huidskleur, zijn die slachtoffers van die cafébrand!
 Om te reageren op de kritiek was Maassen op 7 januari 2013 te gast bij Pauw & Witteman. De opmerking over persoonsbeveiliging van politici was volgens hem geen grap maar 'een stijlfiguur, een provocatieve overdrijving, een hyperbool, zeggen we in Eindhoven'. Verder zei hij het goed te vinden dat mensen beveiligd worden als ze dat nodig hebben. Wat betreft de uitspraak over slachtoffers van de cafébrand zei hij dat er wel meer mensen problemen hadden met zijn grappen. Als voorbeelden noemde hij de Rijksvoorlichtingsdienst, zijn schoonouders en Herman van Veen.
In januari 2012 ging de film Doodslag in première. Marcel Lenssen schreef het scenario voor de film waarin Maassen de hoofdrol van ambulancebroeder Max speelt. De psychologische thriller speelt zich volledig af in Maassens woonplaats Eindhoven en is geregisseerd door Pieter Kuijpers, waar Maassen eerder mee samenwerkte voor TBS (2008). Doodslag omvat als thema's de verhuftering van de Nederlandse maatschappij en de invloed van media op de publieke opinie. Maassen noemde de 'feelbadfilm' qua thematiek een tweeluik met zijn cabaretprogramma Met alle respect. Regisseur Pieter Kuijpers verklaarde zich te hebben laten inspireren door films van Martin Scorsese. De rol van Maassen werd dan ook vergeleken met die van Nicolas Cage in Bringing Out The Dead en die van Robert De Niro in Taxi Driver en The King Of Comedy.
Maassen toonde op 10 mei 2012 in De Wereld Draait Door de kampioensschaal van Ajax. Hij stelde dat hij de schaal uit de vitrine van de Ajax Experience had gehaald. Verschillende media meldden achteraf dat dit om een promotieactie zou zijn gegaan waaraan de Ajax Experience haar medewerking had verleend. Dit laatste werd door Maassen ontkend toen hij te gast was bij het 'Denk Groter Debat' van Fontys Hogescholen.

### Oudejaarsconference,24 uur met...enVankwaadtoterger(2013–2017)
Op 13 februari 2013 bevestigde Maassen bij De Wereld Draait Door de oudejaarsconference van 2013 voor zijn rekening te nemen. Het programma kreeg de titel Einde oefening en werd mede geschreven door Tim Fransen. De muzikale begeleiding werd verzorgd door Stuurbaard Bakkebaard. De show trok op oudejaarsavond 1.657.000 tv-kijkers.
Maassen speelde in 2013 een rol in de film Bro's Before Ho's, een romantische komedie van regisseurs Steffen Haars en Flip van der Kuil. Eerder had hij een cameo in hun film New Kids Turbo (2010).
Vanaf januari 2014 was hij de gastheer van het tv-programma 24 uur met.... Daarmee was hij de opvolger van Wilfried de Jong, met wie hij zelf in 2009 een etmaal doorbracht in de studio. Die aflevering werd genomineerd voor een Beeld en Geluid Award en werd als bonusmateriaal toegevoegd aan de dvd van Zonder pardon. Maassen vervulde de rol van interviewer uiteindelijk drie seizoenen en maakte daarin 21 afleveringen, totdat de VPRO in februari 2016 besloot te stoppen met het programma.
Maassen kondigde in januari 2016 de cabaretvoorstelling Vankwaadtoterger aan voor het daaropvolgende theaterseizoen. In oktober 2017 kreeg hij hiervoor de  Poelifinario. De jury prees het als 'een college in de humorkunde' en een programma dat 'grenzen opzoekt en ze verlegt'. Haar rapport luidde: 'In het slotdeel wordt zijn gedachtegang onbehaaglijk, omdat hij controversiële kwesties rond de islam en de PVV aansnijdt. Het leidt tot confronterende satire die je hersens doet kraken' en 'Maassen is ervan overtuigd dat humor mensen bij elkaar kan brengen, en hij gebruikt het cabaretpodium om te bewijzen hoe dat volgens hem zou kunnen.'

### Regiedebuut,Situatie gewijzigden presentatieZomergasten(2018–heden)
In 2018 maakte Maassen met de film Billy, met in de hoofdrollen Bruno Vanden Broecke en Ruben van der Meer, zijn debuut als filmregisseur. De film, die oorspronkelijk was bedoeld als Telefilm, werd tevens vertoond in diverse bioscopen.
Aan het eind van het jaar ging zijn tiende cabaretprogramma Situatie gewijzigd in première. Het werd aangekondigd als 'de laatste stuiptrekking van een blanke, heteroseksuele man van middelbare leeftijd' en gaat over identiteitspolitiek, slachtofferschap en de verschillen tussen man en vrouw. Het programma werd middelmatig ontvangen bij de schrijvende pers. De quote 'seksistische en racistische grappen' uit de tweesterrenrecensie van Trouw werd pontificaal op de homepagina van Maassens website geplaatst. De tv-registratie van Situatie gewijzigd trok op 29 augustus 2020 zo'n 793.000 kijkers naar NPO 1. Vanwege de vermeende politiek incorrecte inhoud weigerde streamingdienst Netflix het programma op te nemen in haar aanbod. In april 2019 verscheen in de Volkskrant een duo-interview met Maassen en documentairemaakster Sunny Bergman. Haar film Man Made werd diezelfde maand uitgezonden door de VPRO en behelst evenals Situatie gewijzigd de thema's mannelijkheid en emancipatie. Het artikel zette de twee lijnrecht tegenover elkaar en leverde rumoer op op sociale media. Waar Maassen de biologische verschillen tussen man en vrouw benadrukte, predikte Bergman het verder doorbreken van traditionele rolpatronen.
In april 2020 wijdde het programma Verborgen verleden een aflevering aan Maassen. Hiervoor reisde hij onder meer naar Bandung (Indonesië) om het huis waar zijn vader opgroeide te bezoeken. Diezelfde zomer nam hij de eerste afleveringen op van de podcast-serie Ervaring voor beginners. Hierin interviewt hij namens Comedytrain 'makers over de kunst van het maken'.
In 2020 - vlak voor de corona-uitbraak - kondigde Theo Maassen aan dat hij in samenwerking met Het Zuidelijk Toneel een monoloog zou opvoeren met de titel Fascist worden. Het zou een bewerking worden van het boek How to be a fascist van de Italiaanse Michela Murgia. Uiteindelijk werd de voorstelling afgeblazen omdat het volgens de makers niet in de buurt kwam van wat ze voor ogen hadden. In februari 2022 werden delen van de voorstelling voorgelezen voor een klein publiek in het kader van een lang interview door Lex Bohlmeijer.
In 2023 was Maassen presentator/interviewer van het VPRO-programma Zomergasten. Hij sprak in zes afleveringen van zo'n drie uur lang met Thomas Hertog, Hoyte van Hoytema, Khadija Arib, Bibi Dumon Tak, Kamagurka en Alida Dors. Na beschuldigingen van mishandeling van zijn echtgenote en van zijn ex-vriendin, die dit overigens zelf ontkenden en geen aangifte deden, zei Maassen dat de beschuldigingen vals waren, maar dat hij niet wilde ingaan op wat wel en niet klopte "omdat mijn privéleven, het woord zegt het al een beetje, privé is". In verband hiermee besloot hij al na één seizoen te stoppen met Zomergasten.
In aanloop naar het Europees kampioenschap voetbal 2024 presenteerde Maassen het BNNVARA-televisieprogramma Der Theo, waarin hij Duitsland probeert te doorgronden.

## Cabaretprogramma's
- 1994–1995: Bepaalde dingen
- 1995–1996: Neuk het systeem
- 1997–1998: Ruwe pit
- 2001–2002: Functioneel naakt
- 2005–2006: Tegen beter weten in
- 2008–2009: Zonder pardon
- 2011–2012: Met alle respect
- 2013: Einde oefening (Oudejaarsconference 2013)
- 2016–2017: Vankwaadtoterger
- 2018–2020: Situatie gewijzigd
- 2022–2023: Onbekend terrein
- 2024–2025: Onbegonnen werk

## Filmografie

### Film
| Jaar | Titel                     | Functie   | Functie   | Functie | Functie           | Opmerkingen                   |
| Jaar | Titel                     | Regisseur | Scenarist | Acteur  | Rol               | Opmerkingen                   |
| ---- | ------------------------- | --------- | --------- | ------- | ----------------- | ----------------------------- |
| 2001 | AmnesiA                   |           |           | Ja      | Wouter            |                               |
| 2001 | Adriaans plaag            |           |           | Ja      | Benedikt          | Korte film                    |
| 2001 | Minoes                    |           |           | Ja      | Tibbe de Vries    |                               |
| 2002 | De video van Theo Maassen | Ja        |           | Ja      | Zichzelf          | Korte film over AmnesiA       |
| 2003 | www.eenzaam.nl            |           |           | Ja      | Marcel            |                               |
| 2003 | Interview                 |           |           | Ja      | Theo              |                               |
| 2003 | De onterechte kampioen    | Ja        |           | Ja      | Zichzelf          | Korte film over Heintje Bondo |
| 2003 | De D van Dag              |           |           | Ja      | Michiel           | Korte film                    |
| 2003 | Kees de jongen            |           |           | Ja      | Vader Bakels      |                               |
| 2004 | Amazones                  |           |           | Ja      | Achilles          |                               |
| 2006 | Zwartboek                 |           |           | Ja      | Bewaker met baret |                               |
| 2006 | De getuige                |           |           | Ja      | Rechercheur       | Korte film                    |
| 2006 | Nachtrit                  |           |           | Ja      | Taxipassagier     |                               |
| 2008 | TBS                       |           |           | Ja      | Johan van der S.  |                               |
| 2008 | Dunya en Desie in Marokko |           |           | Ja      | Jeff Schouten     |                               |
| 2010 | Het Geheim                |           |           | Ja      | Koos Stikker      |                               |
| 2010 | New Kids Turbo            |           |           | Ja      | Cafébezoeker      |                               |
| 2011 | De Bende van Oss          |           |           | Ja      | Van Schijndel     |                               |
| 2012 | Doodslag                  |           |           | Ja      | Max               |                               |
| 2012 | Fresku 2.0                |           |           | Ja      | Zichzelf          | Korte film over Fresku        |
| 2012 | Alles voor een lach       |           |           | Ja      | Zichzelf          | Korte film                    |
| 2012 | The Domino Effect         |           |           | Ja      | Kai               |                               |
| 2013 | Bro's Before Ho's         |           |           | Ja      | Bart              |                               |
| 2017 | Façades                   |           |           | Ja      | Claus             |                               |
| 2018 | Billy                     | Ja        | Ja        |         |                   |                               |
| 2019 | De Liefhebbers            |           |           | Ja      | Jonathan          |                               |
| 2024 | Opa Cor                   |           |           | Ja      | Theo              | [ 52 ]                        |

### Televisie
| Jaar | Titel                                 | Rol                     | Opmerkingen                             |
| ---- | ------------------------------------- | ----------------------- | --------------------------------------- |
| 2000 | All Stars                             | Sfeercommissielid nr. 1 | Eén aflevering: 'Oost west asbest'      |
| 2001 | Wet&Waan                              | Michiel Hollander       | Eén aflevering: 'Habeas corpus'         |
| 2002 | Mevrouw de Minister                   | Roel                    |                                         |
| 2004 | Dunya en Desie                        | Jeff Schouten           | Seizoen 3                               |
| 2004 | De Vergrijzing                        | Zoon                    | Eén aflevering: 'De sterfscène'         |
| 2006 | 't Schaep met de 5 pooten             | Bokser Lowietje         | Eén aflevering: 'De beschadigde bokser' |
| 2006 | Waltz                                 | Bruno Waltz             |                                         |
| 2008 | Sesamstraat                           | Buurman van Stuntkip    | Eén sketch                              |
| 2010 | Bellicher; de Macht van meneer Miller | Huib Breger             |                                         |
| 2011 | Flikken Maastricht                    | Sybolt Meindertsma      | Eén aflevering: 'Wie zaait'             |
| 2011 | Geen probleem!                        | Peter                   |                                         |
| 2011 | Het gordijnpaleis van Ollie Hartmoed  | Chef Postkantoor        | Eén aflevering: 'De vlinderworp'        |
| 2013 | Van God Los                           | Patrick                 | Eén aflevering: 'Gran Canaria'          |
| 2023 | Cast                                  | Zichzelf                | Eén aflevering: 'Hou op met me'         |

## Discografie

### Singles
| Single met eventuele hitnotering(en) in de Nederlandse Top 40 | Datum van verschijnen | Datum van binnenkomst | Hoogste positie | Aantal weken | Opmerkingen                                   |
| ------------------------------------------------------------- | --------------------- | --------------------- | --------------- | ------------ | --------------------------------------------- |
| 'Doodsbedreiging'                                             | 2004                  | 7-8-2004              | 28              | 3            | #25 in de Mega Top 50                         |
| 'Lauwe pis'                                                   | 2007                  | 10-2-2007             | 1 (2wk)         | 6            | met de Kapotte Kontjes / #1 in de Mega Top 50 |